# Royal City
Royal City és una població dels Estats Units a l'estat de Washington. Segons el cens del 2000 tenia 1.823 habitants.

## Demografia
Segons el cens del 2000, Royal City tenia 1.823 habitants, 444 habitatges, i 380 famílies. La densitat de població era de 558,6 habitants per km².
Dels 444 habitatges en un 64,6% hi vivien nens de menys de 18 anys, en un 67,3% hi vivien parelles casades, en un 8,8% dones solteres, i en un 14,4% no eren unitats familiars. En el 10,6% dels habitatges hi vivien persones soles el 5,9% de les quals corresponia a persones de 65 anys o més que vivien soles. El nombre mitjà de persones vivint en cada habitatge era de 4,1 i el nombre mitjà de persones que vivien en cada família era de 4,33.
Per edats la població es repartia de la següent manera: un 40,3% tenia menys de 18 anys, un 12,4% entre 18 i 24, un 31,9% entre 25 i 44, un 11% de 45 a 60 i un 4,4% 65 anys o més.
L'edat mediana era de 24 anys. Per cada 100 dones de 18 o més anys hi havia 132 homes.
La renda mediana per habitatge era de 28.529 $ i la renda mediana per família de 29.821 $. Els homes tenien una renda mediana de 19.643 $ mentre que les dones 22.917 $. La renda per capita de la població era de 9.502 $. Aproximadament el 24% de les famílies i el 26,7% de la població estaven per davall del llindar de pobresa.

## Poblacions més properes
El següent diagrama mostra les poblacions més properes.